# میگوهای سبیل‌دار

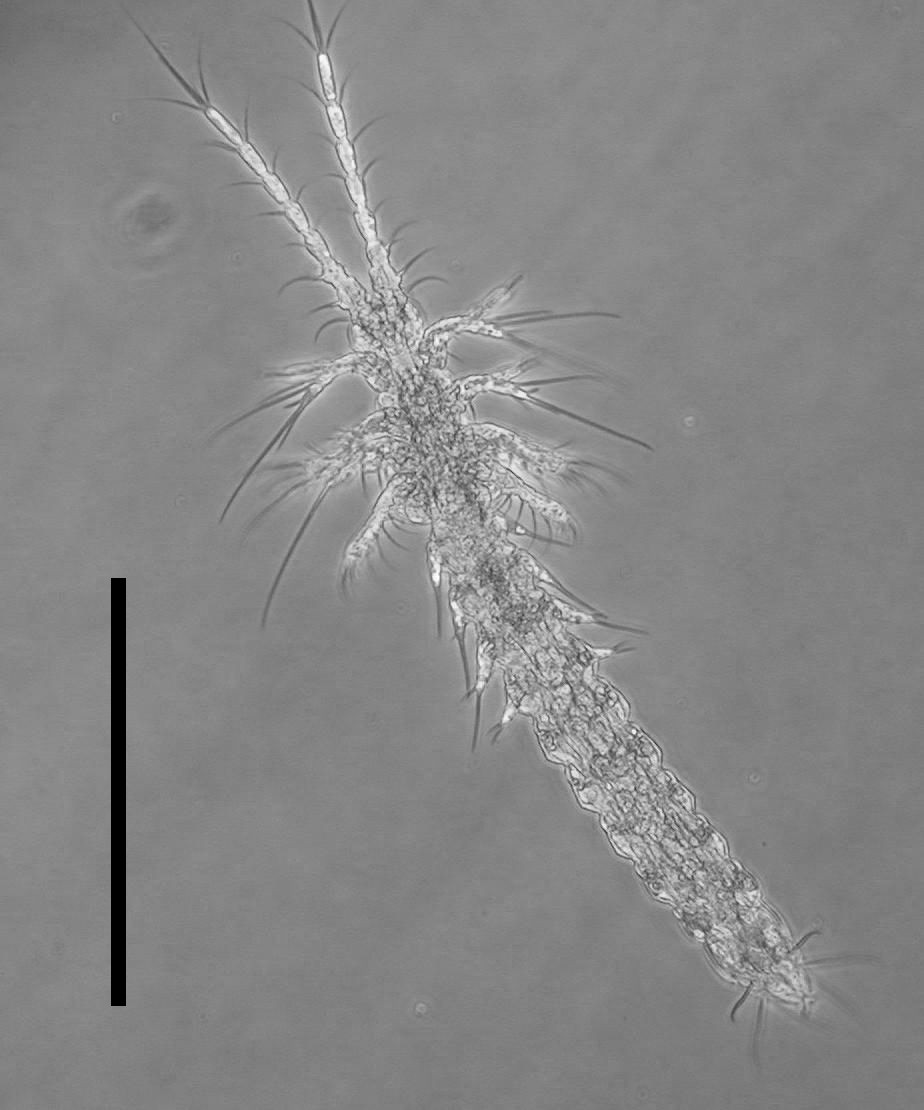
عکس میگوهای سبیل‌دار

میگوهای سبیل‌دار (نام علمی: Mystacocarida) نام یک زیررده از رده آرواره‌پایان است.